# Centistes fossulatus
Centistes fossulatus är en stekelart som beskrevs av Granger 1949. Centistes fossulatus ingår i släktet Centistes och familjen bracksteklar. Inga underarter finns listade.